# Rjukan
Rjukan est une ville située dans le Comté de Telemark en Norvège. C'est le centre administratif de la kommune de Tinn.

## Caractéristiques
La population s'élève à 3 386 habitants en 2007. C'est un important centre industriel, qui a été fondé vers 1905. En 1934 une centrale électrique y a été construite, l'usine hydro-électrique de Vemork, qui était à l'époque la plus importante du monde. Elle a été un des enjeux de la bataille de l'eau lourde. La production d'eau lourde fut arrêtée en 1971. En 1988, le site a été transformé en un musée, le Norwegian Industrial Workers Museum.
De nos jours Rjukan est un lieu touristique, connu en particulier pour le Rjukanfossen, spectaculaire chute d'eau de 104 m. Rjukan est situé au pied de la montagne Gaustatoppen.
Située dans une vallée très encaissée orientée est-ouest, Rjukan est l'une des villes les moins ensoleillées du monde. Pour contrebalancer cette situation, en 2013 des héliostats (miroirs solaires pilotables) sont installés sur les hauteurs pour fournir de la lumière solaire comme cela se fait à Viganella,.